# Великоустюжская икона Божией Матери
Великоу́стю́жская икона Божией Матери (Одиги́трия У́стю́жская) — почитаемая в православии икона с изображением Богородицы с младенцем Христом. На полях иконы изображены четверо святых: слева Алексий — митрополит Московский, Николай Чудотворец; справа Леонтий — епископ Ростовский, Пётр — митрополит Московский. На другой стороне иконы изображено «Богоявление Господне». Относится к иконописному типу Одигитрия. Празднование иконы совершается 28 июля (10 августа). Находится в Великоустюгском историко-архитектурном и художественном музее-заповеднике.

## История

### Предание
По преданию икона Божией Матери Одигитрии была привезена в 1290 году в Устюг из Ростова Великого для освящения Великоустюжского Успенского собора (первый деревянный собор Успения Божией матери). В устюжских летописях есть запись об освящении Успенского собора в 1290 году, но икона Одигитрии при освящении не упоминается. Возможно икона была написана в самом Устюге, а уже позднейшее предание закрепило за ней ростовское происхождение. В великоустюжском летописном своде есть рассказ о нападении на город новгородских ушкуйников в 1397 году, где рассказывается о чудотворной иконе Богоматери Одигитрии, находившейся в Успенском соборе. Город был разграблен, собор сожжён, а Одигитрия вместе с другими иконами отправлены в Новгород. Но за разграбление святынь от новгородского владыки пираты получили суровое порицание. В 1398 году из Новгорода в Устюг были присланы церковные мастера, которые срубили на месте сожжённого Успенского собора новый деревянный и были возвращены иконы.
Сохранилась ли Одигитрия в Успенском соборе неизвестно. Собор до 1622 года был деревянный и неоднократно горел (в 1490, 1496, 1552) и первый каменный сгорел в 1631 году. Пожары 1496 и 1631 годов упомянуты в рукописи Великоустюжской летописи краеведа Н. И. Суворова, где сказано, что все иконы сгорели, но «чудотворная икона Богоматери Одигитрии,находившаяся в соборе, изнесена была из оного» (1496) и «токмо един образ Пресвятыя Богородицы изнесен бысть …» (1631). Возможно такое чудодейственное спасение объясняется летописцами-историками желанием облечь авторитетом древности Одигитрию более позднего письма. Икона Богоматери, находившаяся в Успенском соборе до Октябрьской революции, считалась памятником иконописи XIII века.

### Письменные упоминания
Икона упоминается: в описи соборных икон за 1608 год и названа местной и выносной с надписью на другой стороне «Богоявление Христово»; в сотной книге за 1630 год и о приписных святых на полях иконы; в писцовой книге 1676—1683 гг.; в Великоустюжской летописи по случаю посещения Устюга и собора Петром I в 1693 году, а также в связи с другими событиями города и собора в 1747, 1761, 1800 годах. Последнее упоминание сделано в 1806 году когда она была «поновлена писанием, кроме лиц» и украшена золотыми полями, венцом и алмазами.

### Научное обследование и расчистка
В 1931 году искусствовед и реставратор Ю. А. Олсуфьев впервые произвёл научное обследование двусторонней иконы Богоматери Одигитрии и Богоявления, которая находилась в то время в церкви святого Прокопия Устюжского, так как Успенский собор был уже закрыт. Икону перенесли в Великоустюжский музей, где сделали пробы на обеих сторонах доски, после чего было принято решение отправить икону в Центральные государственные реставрационные мастерские (ЦГРМ). Но мастерские вскоре ликвидировали и реставрационные работы прекратились. Лишь только в 1965 году икону привезли в Москву и в период 1966—1973 гг. она была расчищена реставраторами Г. З. Быковой, О. В. Лелековой, Ю. С. Финогеновой Всероссийской центральной научно-исследовательской лабораторией по консервации и реставрации музейных художественных ценностей (ВЦНИЛКР). Расчистка ясно показала, что икона Одигитрия была написана не в XIII, а в XVI веке. Несмотря на плохую сохранность изображения Богоматери с младенцем Христом, выявились все характерные признаки стиля для XVI века. На оборотной стороне доски выполнено изображение сюжета «Крещение», которое взято художником не случайно. В XVI—XVII вв. при Успенском соборе существовал придел в честь Иоанна Крестителя, который крестил Христа.

### Предполагаемая более точная датировка
Стиль письма иконы связан с традициями именно XVI века. Существует версия, что закладка каменного Успенского собора в Устюге сделана в 1554 году и был освящён в 1558, что подтверждается благословенной грамотой на освящение собора с приделом Иоанна Крестителя, выданной ростовским архиепископом 20 августа 1558 года (в отличие от общепринятой даты первой половины XVI века). Вероятно к этой дате и было приурочено написание иконы. Местом создания может быть как Ростов, так и сам Устюг.